# Polyrhachis bugnioni
Polyrhachis bugnioni é uma espécie de formiga do gênero Polyrhachis, pertencente à subfamília Formicinae.